# Tomakivka
Tomakivka (en ukrainien : Томаківка) ou Tomakovka (en russe : Томаковка) est une commune urbaine de l'oblast de Dnipropetrovsk, en Ukraine, et le centre administratif du raïon de Tomakivka. Sa population s'élevait à 7 132 habitants en 2013.

## Géographie
Tomakivka est arrosée par la rivière Tomakivka, qui se jette dans le Dniepr à la hauteur du réservoir de Kakhovka, près de Marhanets. Elle est située à 31 km à l'ouest de Zaporijjia, à 73 km au sud de Dnipro et à 424 km au sud-est de Kiev.

## Histoire
L'origine de Tomakivka est un établissement cosaque fondé en 1552 sous le nom de « Oukhod Tomakivka ». Le village de Tomakivka a le statut de commune urbaine depuis 1956.

## Population
Recensements (*) ou estimations de la population :

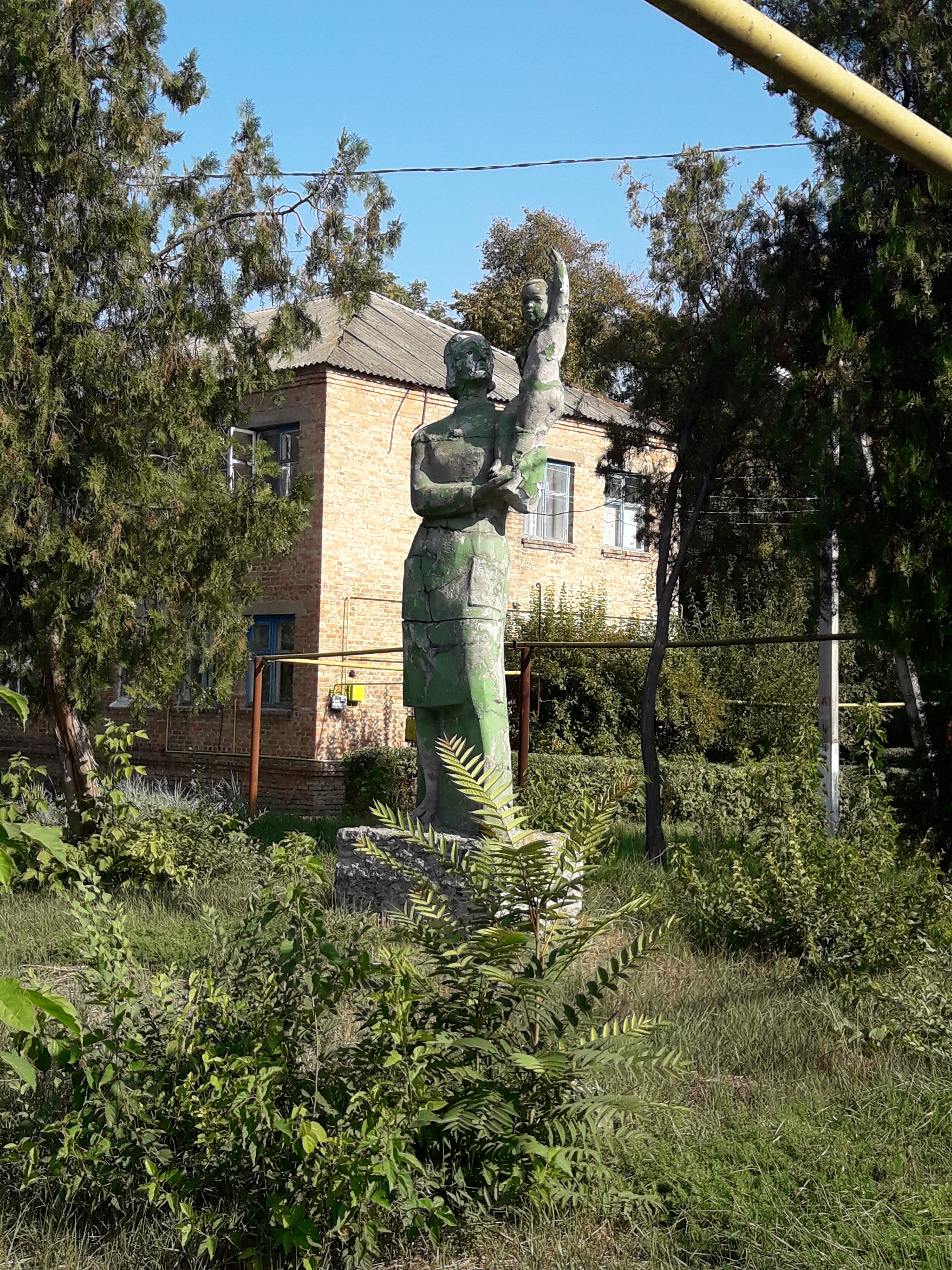
mémorial classé.
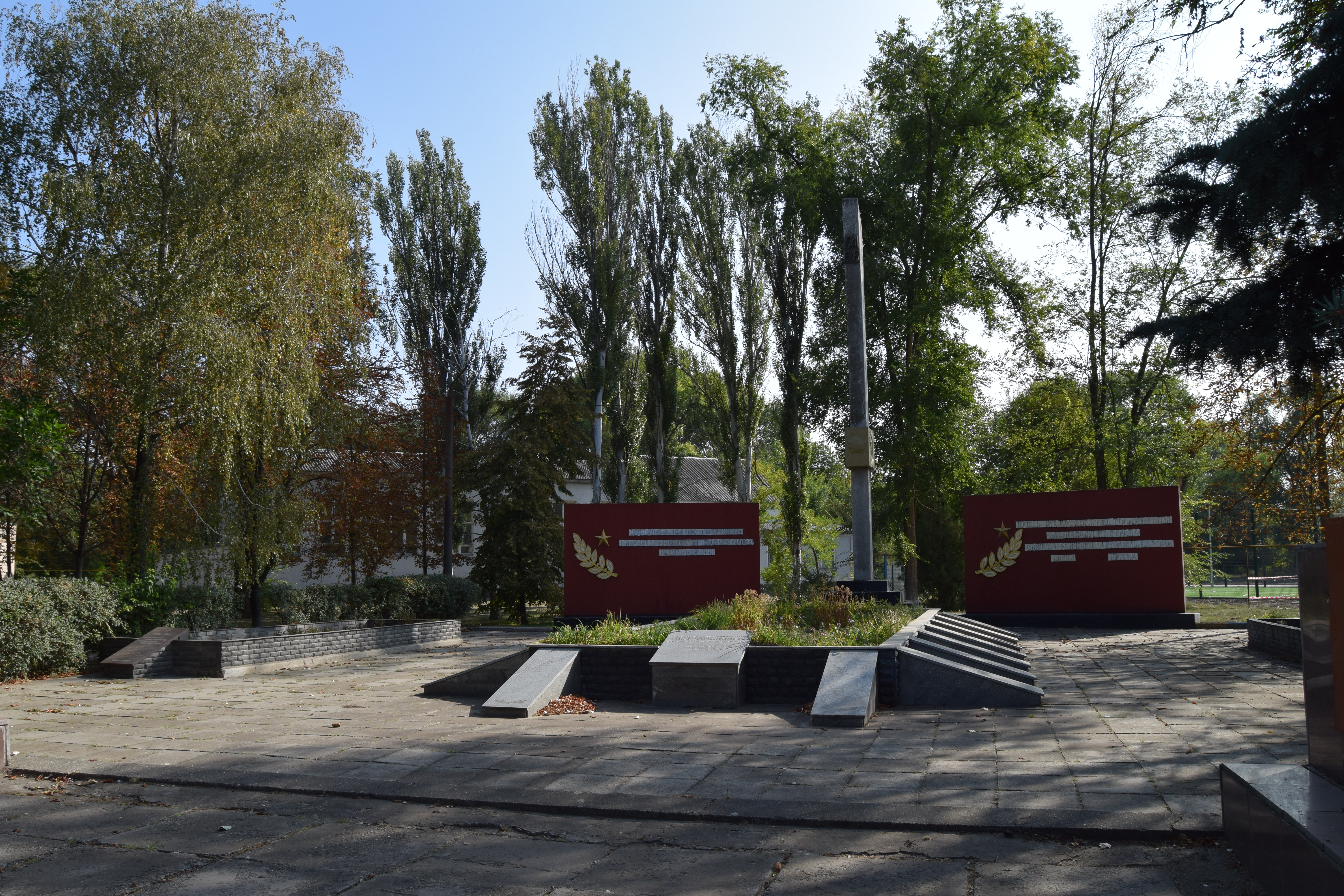
mémorial aux morts de la seconde guerre mondiale classé.

| 1959* | 1970* | 1979* | 1989* | 2001* |
| ----- | ----- | ----- | ----- | ----- |
| 6 538 | 5 759 | 6 796 | 7 697 | 8 315 |

| 2009  | 2010  | 2011  | 2012  | 2013  |
| ----- | ----- | ----- | ----- | ----- |
| 7 286 | 7 224 | 7 135 | 7 139 | 7 132 |

- mémorial classé[2].
- mémorial aux morts de la seconde guerre mondiale classé[3].

## Transports
Par le chemin de fer, Tomakivka se trouve à 25 km de Marhanets.